# Sortilèges (Buffy)
Pour les articles homonymes, voir Sortilège.
Sortilèges est le 3e épisode de la saison 1 de la série télévisée Buffy contre les vampires.

## Synopsis
Buffy souhaite intégrer l'équipe des pom-pom girls du lycée. Lors de l'audition, les mains de l'une des candidates, Amber, prennent feu. Après le test, Buffy discute avec Amy, une autre candidate, et apprend que la mère de cette dernière est un ancienne star des pom-pom girls du lycée et qu'elle aide sa fille à s'entraîner pour être prise dans l'équipe. Finalement, les deux élèves se retrouvent remplaçantes, tandis que Cordelia est sélectionnée. Mais cette dernière perd mystérieusement la vue et cause un accident de la route lorsqu'elle passe son examen de conduite. Le Scooby-gang soupçonne alors Amy d'être une sorcière et de jeter des sorts à ses concurrentes pour être sélectionné. Le lendemain, Buffy est elle aussi victime d'un sortilège qui détruit peu à peu son système immunitaire et ne lui laisse que peu de temps à vivre. Le seul et unique moyen d'y mettre fin est de trouver le livre de sorts de la sorcière qui l'a lancé.   
Buffy se rend donc chez Amy accompagné de Giles. Ensemble, ils rencontrent la véritable Amy, prisonnière du corps de sa mère, la vraie sorcière, qui a échangé de corps avec sa fille pour retrouver sa gloire et sa jeunesse passée. Giles trouve le livre de sorts et pratique un exorcisme sur Buffy au lycée Amy. Il arrive à annuler les malédictions in extremis et malgré l'intervention de la sorcière, Buffy retrouvant la santé et Amy et sa mère leurs corps respectifs. La mère d'Amy combat alors Buffy avec sa magie, mais la Tueuse arrive à retourner contre elle l'un de ses sorts, et la sorcière disparaît, non sans avoir souhaiter la disparition de sa propre fille et exprimer son ressentiment envers cette dernière. Buffy renonce après cette expérience à rester dans l'équipe et Amy peut reprendre une vie normale, sa mère ayant disparue. On découvre à la fin de l'épisode que elle-ci est désormais piégée à l'intérieur de sa propre statuette dans la collection de trophées du lycée.  

## Statut particulier
Noel Murray, du site A.V. Club, évoque un épisode « divertissant », bien qu'assez pauvre sur le plan émotionnel, et comprenant un « rebondissement assez ingénieux » et un « dénouement plutôt cool ». Pour la BBC, l'épisode est « assez prévisible », malgré un rebondissement important, et le scénario « manque de subtilité » même si « le contraste dans les relations de Buffy et Amy avec leurs mères respectives fonctionne bien ». Mikelangelo Marinaro, du site Critically Touched, lui donne la note de C+, estimant que l'épisode est « plaisant mais peu mémorable », doté d'une « intrigue assez solide mais manquant de profondeur dans la caractérisation des personnages » et souffrant dans ses effets spéciaux du manque flagrant de moyens de la série à ses débuts. 

## Analyse
Selon J.P. Williams, dans Fighting the Forces, l'épisode traite du danger qu'il y a à une suridentification entre une mère et sa fille et à vouloir prolonger pour des raisons égoïstes le lien affectif privilégié qui existe entre elles deux pendant un temps. Le sortilège lancé par la mère d'Amy, qui refuse de se séparer de sa fille au point d'occuper son propre corps, a des conséquences dramatiques pour la jeune fille ; et le destin final de Catherine, emprisonnée dans le trophée qu'elle convoitait tant, est un symbole du risque couru à vouloir prolonger trop longuement le lien affectif privilégié avec sa fille.

## Distribution

### Acteurs crédités au générique
- Sarah Michelle Gellar : Buffy Summers
- Nicholas Brendon : Alexander Harris
- Alyson Hannigan : Willow Rosenberg
- Charisma Carpenter : Cordelia Chase
- Anthony Stewart Head : Rupert Giles

### Actrices créditées en début d'épisode
- Kristine Sutherland : Joyce Summers
- Elizabeth Anne Allen : Amy Madison
- Robin Riker : Catherine Madison